# Gemeinsamer Ausschuss
Ủy ban Liên hiệp (tiếng Đức: Gemeinsamer Ausschuss) là cơ quan không thường trực của Cộng hòa Liên bang Đức. Ủy ban chỉ được thành lập khi lãnh thổ đang bị đe dọa, và việc thông qua Hạ viện và Thượng viện không kịp thời về việc tuyên bố tình trạng phòng thủ . Ủy ban gồm 2/3 thành viên của Bundestag và 1/3 thành viên của Bundesrat.

## Cơ sở pháp lý
Điều 53a Hiến pháp Đức quy định:
- Ủy ban Liên hiệp sẽ bao gồm các thành viên của Hạ viện và các thành viên Thượng viện; Hạ viện có 2/3 thành viên và Thượng viện có 1/3 thành viên trong ủy ban. Hạ viện sẽ chỉ định các thành viên tỷ lệ với các nhóm khác nhau trong nghị viện; họ không thể đồng thời là thành viên của Chính phủ Liên bang. Mỗi Bang sẽ được đại diện bởi một thành viên Thượng viện do họ chọn; các thành viên này sẽ không chịu sự chỉ đạo nào. Việc thành lập Ủy ban Liên hiệp và các thủ tục sẽ được quy định bằng các quy tắc thủ tục được thông qua bởi Hạ viện và cần được sự phê chuẩn bởi Thượng viện.
- Chính phủ Liên bang sẽ thông báo cho Ủy ban Liên hiệp về kế hoạch phòng vệ quốc gia. Các quyền của Hạ viện và các ủy ban theo đoạn (1) của Điều 43 sẽ không bị ảnh hưởng bởi các quy định trong đoạn này.

Điều 115a Hiến pháp Đức quy định:Tuyên bố tình trạng phòng thủ
- Bất kỳ việc xác định rằng lãnh thổ liên bang đang bị tấn công hoặc sắp xảy cuộc tấn công bởi lực lượng vũ trang (tình trạng phòng thủ) sẽ được đưa ra bởi Hạ viện với sự tán thành của Thượng viện. Việc xác định như vậy được thực hiện theo đề nghị của Chính phủ Liên bang và yêu cầu 2/3 số phiếu tán thành, với sự có mặt của đa số các thành viên của Hạ viện.
- Nếu tình trạng bắt buộc phải cần có hành động ngay lập tức, và nếu những trở ngại không thể vượt qua ngăn cản việc triệu tập kịp thời Hạ viện hoặc Hạ viện không thể tập hợp đại biểu, Ủy ban Liên hiệp sẽ thực hiện việc xác định này bởi 2/3 số phiếu tán thành, với sự có mặt của đa số các thành viên.
- Việc xác định được ban hành bởi Tổng thống Liên bang trong luật Công báo liên bang theo Điều 82. Nếu điều này không thể được thực hiện đúng thời hạn, việc ban hành có được thực hiện theo cách khác; việc xác định được in trong Công báo Luật Liên bang ngay sau khi hoàn cảnh cho phép.
- Nếu lãnh thổ liên bang bị tấn công bởi lực lượng vũ trang, và nếu cơ quan có thẩm quyền liên bang không kịp ngay lập tức thực hiện việc xác định tình trạng được quy định trong câu đầu tiên của khoản (1) Điều này, việc xác định được coi là đã được thực hiện và ban hành tại thời điểm cuộc tấn công bắt đầu. Tổng thống Liên bang công bố thời gian đó ngay sau khi hoàn cảnh cho phép.
- Nếu việc xác định tình trạng phòng thủ đã được ban hành, và nếu lãnh thổ liên bang đang bị tấn công bởi lực lượng vũ trang, Tổng thống Liên bang, với sự tán thành của Hạ viện, có thể ban hành những tuyên bố theo quy định của pháp luật quốc tế liên quan đến sự hiện diện tình trạng phòng thủ. Theo những điều kiện được quy định tại khoản (2) của Điều này, Ủy ban Liên hiệp sẽ hoạt động ở vị trí của Hạ viện.

## Tổ chức
Ủy ban Liên hiệp gồm 48 thành viên. Ủy ban sẽ có chức năng như cả thượng viện và hạ viện trong tình trạng phòng thủ.
| Nhóm lập pháp          | Ghế | Thành viên Bundestag | Thành viên Bundesrat |
| ---------------------- | --- | -------------------- | -------------------- |
| CDU/CSU                | 22  | 16                   | 6                    |
| SPD                    | 20  | 10                   | 10                   |
| Die Linke              | 3   | 3                    | 0                    |
| Liên minh 90/Đảng Xanh | 3   | 3                    | 0                    |
| Tổng                   | 48  | 32                   | 16                   |